# Gurania smithii
Gurania smithii är en gurkväxtart som beskrevs av Paul Carpenter Standley. Gurania smithii ingår i släktet Gurania och familjen gurkväxter. Inga underarter finns listade i Catalogue of Life.